# Phlegmariurus nesselii
Phlegmariurus nesselii är en lummerväxtart som först beskrevs av Brause och Hermann Nessel, och fick sitt nu gällande namn av B. Øllg. Phlegmariurus nesselii ingår i släktet Phlegmariurus och familjen lummerväxter. Inga underarter finns listade i Catalogue of Life.